# Grzegorz Nalepa
Grzegorz Jacek Nalepa – polski inżynier, profesor nauk technicznych.

## Życiorys
W 2004 r. doktoryzował się na podstawie pracy zatytułowanej Uogólnione podejście do zintegrowanego procesu projektowania i implementacji systemów regułowych, której promotorem był prof. Antoni Ligęza, w 2012 r. otrzymał habilitację za pracę pt. Semantyczna inżynieria wiedzy-podejście regułowe. W 2019 r. uzyskał tytuł profesora nauk technicznych.
Został zatrudniony na Uniwersytecie Jana Kochanowskiego w Kielcach, na Uniwersytecie Jagiellońskim, oraz w Akademii Górniczo-Hutniczej im. Stanisława Staszica w Krakowie.